# Estadio Olímpico de Kiev
El Complejo Olímpico Nacional de Deportes (en ucraniano: Національний спортивний комплекс "Олімпійський", Natsional’nyy sportyvnyi kompleks "Olimpiys'kyy") es un estadio multiusos localizado en Kiev, capital de Ucrania. Con un aforo de 70.050 espectadores, es el segundo estadio más grande de Europa del Este tras el Estadio Luzhniki de Moscú, y está catalogado como estadio de élite por la UEFA.
Fue inaugurado el 12 de agosto de 1923 como «Estadio Rojo» y desde entonces ha experimentado numerosas renovaciones y cambios de nombre. La última y más extensa fue la reconstrucción acometida para la Eurocopa 2012, inaugurada el 9 de octubre de 2011. Fue sede de la final de la Eurocopa 2012 y de la final de Liga de Campeones de 2018.

## Historia

### Orígenes del Estadio Rojo (1923-1935)

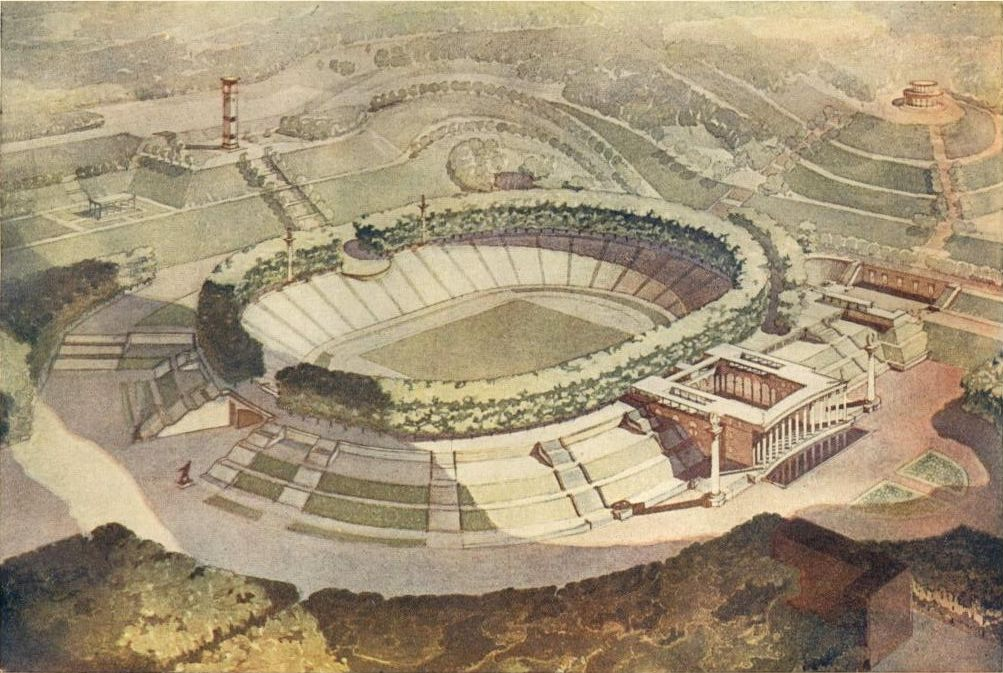
Diseño del estadio del arquitecto M. Grechina.

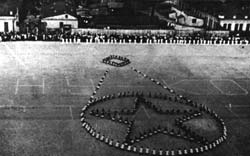
Inauguración del Estadio Rojo en 1923.

La idea de construcción de un estadio surgió en el 1914, pero fue abandonada debido a la Primera Guerra Mundial y la Revolución rusa. Con el nacimiento de la Unión Soviética surgió el proyecto de construcción del Estadio Rojo, que fue inaugurado el 12 de agosto de 1923 y renombrado en honor a León Trotski para las primeras Olimpiadas de la Región de Kiev. El diseño del estadio fue un trabajo del ingeniero L.V. Pilvinskiy, que usó las pendientes de la colina Cherepanova para construir las gradas sur y este, mientras que para las del norte y el oeste se utilizaron escombros de edificios derribados.
En 1924 se terminó de implantar un terreno de juego con unas dimensiones de 120x70 metros con orientación oeste-este y se instaló una pista de atletismo que rodeaba el césped. También se construyeron los vestuarios y los aseos, en una obra que se llevó a cabo gracias, en parte, al político húngaro Lajos Gavro, que en ese momento era Comisario Militar de la Provincia de Kiev. Aún en ese mismo año, el nombre de Trotski fue eliminado de la denominación del estadio.
El Estadio Rojo era el epicentro de la actividad deportiva de Kiev y celebraba, principalmente y en sus primeros años, competiciones de atletismo. También era el principal estadio de fútbol de la ciudad y los campeonatos de Kiev tuvieron lugar en el Estadio Rojo antes de que se construyera el Estadio Dynamo. El primer partido internacional del Dynamo Kiev se celebró en el Estadio Rojo ante un equipo de trabajadores de Baja Austria en 1929 y que finalizó con victoria por tres goles a cuatro para los visitantes.
En 1934 Kiev se convirtió en capital de la República Socialista Soviética de Ucrania y se sometió a concurso la reconstrucción del estadio, más acorde al estatus que la ciudad ucraniana acababa de obtener. El ganador fue el arquitecto Mikhaylo Grechina, que renombró, también, el recinto a Estadio Republicano de Ucrania.

### Estadio Republicano (1935-1962)
Las obras de reconstrucción del estadio estaban concebidas para albergar uno de los estadios más grandes de la Unión Soviética tras el de Moscú y Leningrado. Para ello se levantaría un estadio con capacidad para 50.000 espectadores. El diario Pravda escribió el 20 de junio de 1935: "Se ha diseñado un nuevo estadio republicano de 80 hectáreas en el sitio del actual Estadio Rojo. Será un majestuoso recinto de la cultura física. La construcción comenzará en el año 1936."
Tras cinco años de obras en la que trabajaron cientos de ciudadanos de Kiev, se inauguró un complejo deportivo que, además del Estadio Republicano, contaba con hoteles, gimnasios, modernos sistemas de iluminación y radio, así como instalaciones para la práctica del tenis, voleyball o baloncesto, entre otros. La construcción incluía una entrada al complejo compuesta por veintidós columnadas de orden corintio, sin embargo, la falta de fondos evitó que esta ornamental entrada al recinto pudiese ser completada.
El estadio finalmente fue llamado "Estadio Republicano nombrado en honor a Nikita Jrushchov" —nombre oficial que perduró hasta 1964 y en honor a Nikita Jrushchov, el primer Secretario del Partido Comunista de la URSS—, aunque era más conocido simplemente como Estadio Republicano. El Dynamo Kiev y el CSKA Moscú, el equipo del Ejército Rojo, disputaron un partido inaugural el 22 de junio de 1941. Un día antes, el diario Pravda escribió para presentar el evento: "Mañana se abrirá al público el mayor centro de entrenamiento físico en Kiev, Ucrania, el Estadio Republicano nombrado en honor a Nikita Jrushchov. El nuevo estadio tiene capacidad para albergar 70.000 espectadores simultáneamente. Se observa un campo de fútbol elíptico de dimensiones reglamentarias internacionales semejante a una alfombra verde, rodeado de 36 sectores de 50.000 plazas. Una columnata esbelta se eleva desde la calle Anri Barbyusa. Es una entrada temporal al estadio. Según el gobierno soviético, el estadio de la república, el Palacio de educación física y la piscina cubierta crearán un complejo deportivo que será centro de la actividad y educación deportiva." Sin embargo, el partido tuvo que ser cancelado debido a que la Segunda Guerra Mundial llegó a la Unión Soviética con la Operación Barbarroja.
Durante la ocupación, el estadio fue llamado popularmente Palacio de los Deportes y, tras el conflicto, renombrado Estadio de todos los Ucranianos por orden del alcalde y el 12 de julio de 1942 fue reabierto. Tras la liberación de Kiev el 6 de noviembre de 1943, el estadio presentaba varios desperfectos, aunque no había sido bombardeado, por lo que se tuvo que someter a una remodelación. El 25 de junio de 1944 se disputó el partido entre el Dynamo y el CSKA que se suspendió tres años atrás, con victoria, 0—4, para los moscovitas. Pese a ello, la remodelación total del estadio no finalizaría hasta 1949.
En 1954 se construyó una nueva fachada en el estadio y en 1956 se instalaron cuatro torres de metal de 45 metros de alto que proyectaban 500 lux de iluminación artificial, por lo que el estadio podía albergar, por primera vez, partidos nocturnos. Ese mismo año se instaló, también, el primer marcador que constaba de un reloj en el centro y unas bombillas que reflejaban el resultado.

### Estadio Central (1962-1979) y Republicano (1980-1995)
En octubre de 1962 el estadio fue renombrado Estadio Central y se instaló un marcador eléctrico que mostraba los minutos y los autores de los goles. En 1966 comenzó una nueva remodelación del estadio con motivo del 50 aniversario de la Revolución de Octubre que se iba a celebrar en 1967. La gran mejora en esta ocasión, dirigida por un grupo de arquitectos de Kiev (M.I. Grechina, G.I. Granatkin, A.M. Anishchenko y M.L. Gubovlos) consistía en la ampliación del estadio a más de 100.000 espectadores gracias a un segundo anillo de gradas y la instalación de cabinas para los periodistas.
En 1975, el Dynamo Kiev se enfrentó a doble partido por la Supercopa de Europa ante el FC Bayern Múnich, tras ganar la temporada anterior la Recopa de Europa. El partido de vuelta se disputó en el Estadio Republicano ante más de 100.000 espectadores y el Dynamo ganó por 2-0 con goles de Oleg Blokhin. En el partido anterior, el Dynamo venció en Múnich por un gol a cero y se hizo con el trofeo. En 1977 se produjeron nuevas mejoras en el estadio, esta vez con motivo de la celebración de los Juegos Olímpicos de Moscú de 1980. Además de los detalles olímpicos, como la instalación del pebetero para la llama olímpica, las principales obras acometidas fueron la puesta en marcha de un sistema de drenaje para el césped de mayor calidad y mejores focos de iluminación.
Con los Juegos Olímpicos de Moscú de 1980, el estadio regresó a su denominación anterior de Estadio Republicano y albergó los partidos de fútbol de Argelia, Irak, España, Costa Rica, República Democrática Alemana, Siria y Finlandia. Para facilitar la comunicación con el estadio, en 1984 se inauguró la estación Olimpiiska del metro de Kiev.

### Complejo Olímpico Nacional de Deportes (1996-presente)
Tras el colapso de la Unión Soviética y la independencia de Ucrania, el recinto adquirió estatus de estadio nacional. En 1996, y mediante Decreto del Presidente de Ucrania, el estadio adquirió una nueva denominación: Complejo Olímpico Nacional de Deportes, nombre oficial que se mantiene desde entonces. En 1998 se instalaron asientos de plástico individuales para adecuarse a los estándares FIFA, lo que redujo sensiblemente su aforo a alrededor de 83.000 espectadores.
El Dynamo Kiev, tras la caída de la URSS, se trasladó definitivamente al Estadio Olímpico debido a que el Estadio Dynamo estaba siendo remodelado. Además, no contaba con los requisitos de la UEFA, por lo que los partidos de Liga de Campeones o de la Copa de la UEFA se disputaron en el Estadio Olímpico, en uno de los períodos más exitosos del club en competiciones europeas comandado por Andriy Shevchenko, Serhiy Rebrov o el portero Oleksandr Shovkovsky. Entre los partidos más destacados se encuentra el disputado contra el Real Madrid, vigente campeón, en los cuartos de final de la Liga de Campeones 1998-99, ante 100.000 espectadores que llenaron el Olympiyskyy y que fue eliminado por el club ucraniano. En las semifinales se enfrentaron al FC Bayern Múnich y en el Olympiyskyy se congregaron 82.000 espectadores para ver un espectacular empate a tres goles.

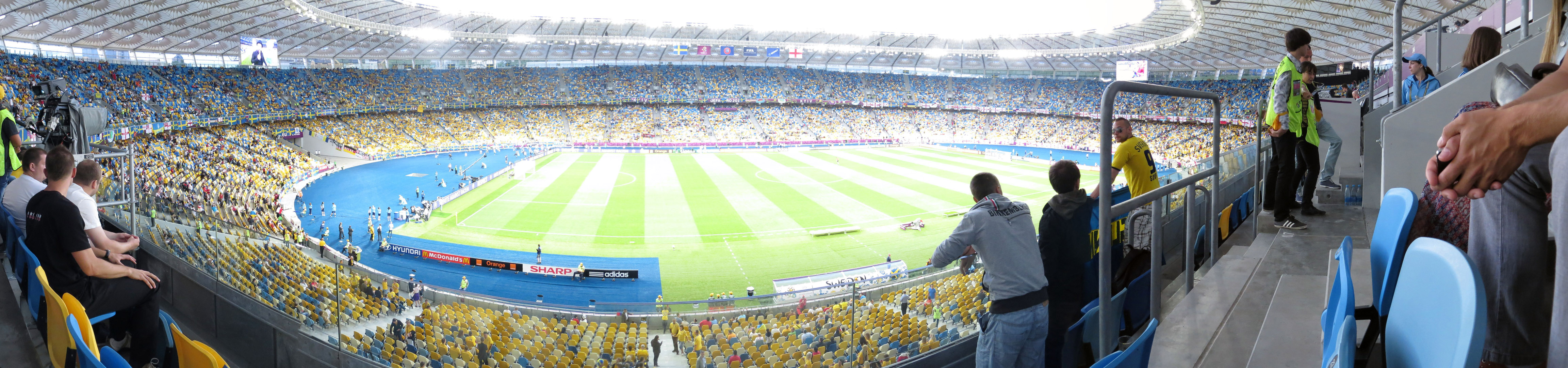
Panorámica del estadio.

## Eventos

Vista exterior del estadio tras su reconstrucción en 2012.

### Juegos Olímpicos de Verano de 1980
El estadio albergó siete partidos en el torneo de Fútbol de los Juegos Olímpicos de Moscú 1980, tres partidos del Grupo C, tres del Grupo D, y un juego de cuartos de final. En el primer partido el 20 de julio Alemania Oriental empató con España por un marcador de 1-1. El único cuarto de final, celebrado el 27 de julio de 1980, vio a Alemania Oriental derrotar a Irak por 4-0.

### Eurocopa 2012
El 18 de abril de 2007, Polonia y Ucrania fueron elegidos por la UEFA para organizar la Eurocopa 2012, y el estadio Olimpiysky fue el estadio que albergaría la final. La reconstrucción del estadio implicó la demolición y reconstrucción del anillo inferior, una nueva tribuna al oeste con un espacio de dos niveles para la prensa, palcos de lujo entre los dos niveles, la adición de un edificio de 13 plantas de alto en la zona oeste (para albergar el Hotel Sheraton Kiev Olimpiysky) y la construcción de un nuevo techo —de diseño único— que cubre toda la zona de gradas.
La capacidad del estadio después de la reconstrucción pasó a ser de 70 050 espectadores sentados. La reconstrucción comenzó el 1 de diciembre de 2008, cuando se anunció el ganador de la licitación. Fue programado para ser terminado en 2011. El estadio fue reinaugurado oficialmente por el presidente de Ucrania, Viktor Yanukovich, el 8 de octubre de 2011.
En la Eurocopa 2012 el estadio acogió tres partidos del grupo D, un partido de cuartos de final y la final.
| Fecha               | Selección #1 | Resultado      | Selección #2 | Ronda                 | Espectadores |
| ------------------- | ------------ | -------------- | ------------ | --------------------- | ------------ |
| 11 de junio de 2012 | Ucrania      | 2–1            | Suecia       | Primera fase, Grupo D | 64.290       |
| 15 de junio de 2012 | Suecia       | 2–3            | Inglaterra   | Primera fase, Grupo D | 64.640       |
| 19 de junio de 2012 | Suecia       | 2–0            | Francia      | Primera fase, Grupo D | 63.010       |
| 24 de junio de 2012 | Inglaterra   | 0–0 (2–4 pen.) | Italia       | Cuartos de final      | 64.340       |
| 1 de julio de 2012  | España       | 4–0            | Italia       | Final                 | 63.170       |

### Final Liga de Campeones 2017-18
| Fecha              | Equipo #1   | Resultado | Equipo #2 | Ronda                   | Espectadores |
| ------------------ | ----------- | --------- | --------- | ----------------------- | ------------ |
| 26 de mayo de 2018 | Real Madrid | 3 - 1     | Liverpool | Final Liga de Campeones | 61 561       |